# Municipio Choquecota
Das Municipio Choquecota (auch: Choque Cota) ist ein Verwaltungsbezirk im Departamento Oruro im Hochland des südamerikanischen Anden-Staates Bolivien.

## Lage im Nahraum
Das Municipio Choquecota ist eines von zwei Municipios in der Provinz Carangas und grenzt im Nordwesten an die Provinz San Pedro de Totora, im Westen an die Provinz Sajama, im Süden und Südosten an das Municipio Corque und im Nordosten an die Provinz Nor Carangas.
Der zentrale Ort des Municipios ist die Ortschaft Choquecota mit 194 Einwohnern (Volkszählung 2012) im nordöstlichen Teil des Municipios, das gesamte Municipio weist nur zehn Ortschaften auf, größte Ortschaft ist Andapata mit 341 Einwohnern.

## Geographie
Das Municipio Choquecota liegt auf dem bolivianischen Altiplano zwischen der Cordillera Occidental im Westen und dem Höhenzug der Serranía de Huayllamarca im Osten. Das Klima der Region ist semiarid und ein typisches Tageszeitenklima, bei dem die Temperaturunterschiede zwischen Tag und Nacht stärker schwanken als zwischen den Jahreszeiten.
Der Jahresniederschlag in der Region liegt unter 300 mm (siehe Klimadiagramm Turco), wobei nennenswerte Niederschläge zwischen 40 und 80 mm nur in den Sommermonaten von Dezember bis März fallen, in den restlichen acht Monaten liegen die Monatsniederschläge häufig nahe 0 mm. Die Jahresdurchschnittstemperatur liegt bei gut 6 °C, die Monatswerte schwanken zwischen 2 und 3 °C im Juni/Juli und 8 bis 9 °C von November bis März.

## Bevölkerung
Die Einwohnerzahl ist zwischen 1992 und 2024 um mehr als die Hälfte angestiegen:
| Jahr | Einwohner | Quelle       |
| ---- | --------- | ------------ |
| 1992 | 1746      | Volkszählung |
| 2001 | 1957      | Volkszählung |
| 2012 | 1850      | Volkszählung |
| 2024 | 2980      | Volkszählung |

Die Bevölkerungsdichte des Municipios bei der letzten Volkszählung im Jahr 2024 betrug 3,3 Einwohner/km², der Anteil der städtischen Bevölkerung war 0 Prozent, die Lebenserwartung der Neugeborenen lag im Jahr 2001 bei 57,7 Jahren.
Der Alphabetisierungsgrad bei den über 19-Jährigen beträgt 84 Prozent, und zwar 95 Prozent bei Männern und 74 Prozent bei Frauen (2001).

## Politik
Ergebnis der Regionalwahlen (concejales del municipio) vom 4. April 2010:
| Wahlberechtigte |  | Stimmen | gültig |  | MAS-IPSP | FPV    | MSM   |
| --------------- |  | ------- | ------ |  | -------- | ------ | ----- |
| 756             |  | 617     | 415    |  | 265      | 133    | 17    |
|                 |  | 100 %   | 67,3 % |  | 63,9 %   | 32,0 % | 4,1 % |

Ergebnis der Regionalwahlen (elecciones de autoridades políticas) vom 7. März 2021:
| Wahl- berechtigte |  | Wahl- beteiligung | gültige Stimmen |  | MAS-IPSP | BST    | MTS    | PP     | PAN-BOL | UN SOL PARA ORURO |
| ----------------- |  | ----------------- | --------------- |  | -------- | ------ | ------ | ------ | ------- | ----------------- |
| 740               |  | 618               | 518             |  | 388      | 48     | 41     | 15     | 8       | 8                 |
|                   |  | 83,51 %           | 83,82 %         |  | 74,90 %  | 9,27 % | 7,92 % | 2,90 % | 1,54 %  | 1,54 %            |

## Gliederung
Das Municipio ist lt. Volkszählung 2012 nicht weiter in Kantone (cantones) unterteilt.

## Ortschaften im Municipio Choquecota
- Andapata 341 Einw. – Choquecota 194 Einw.